# Thor Spydevold
Thor Otto Spydevold (Greåker, 15 agosto 1944 – Fredrikstad, 1º luglio 2024) è stato un calciatore norvegese, di ruolo difensore o centrocampista.

## Biografia
Figlio di Bjørn Spydevold, nacque il 15 agosto 1944 a Greåker, località nel comune di Sarpsborg.

## Carriera

### Club
Spydevold cominciò la carriera con la maglia del Greåker, all'epoca allenato da suo padre Bjørn. Giocò il campionato 1961-1962 con questa maglia, annata che si concluse però con una riforma del calcio norvegese: dall'edizione successiva, la stagione si sarebbe disputata dalla primavera all'autunno e si volle avere soltanto 10 squadre a parteciparvi. Così, le ultime 8 del campionato 1961-1962, retrocessero: il Greåker fu tra queste.
Spydevold passò così al Sarpsborg, trovando nuovamente suo padre come allenatore. Questo binomio continuò, dal 1966, al Fredrikstad. Qui, vinse la Coppa di Norvegia 1966 e, nello stesso anno, chiuse il campionato al secondo posto finale. Nelle due annate successive, non saltò neanche un incontro di campionato; nel 1969 e nel 1970, invece, saltò una sola partita per stagione.
Nel 1971, fece ritorno al Sarpsborg, ricongiungendosi ancora una volta con il padre. Restò in squadra fino al campionato 1974, anno in cui il Sarpsborg retrocesse.

### Nazionale
Collezionò 28 presenze per la Norvegia. Esordì il 18 luglio 1968, nella vittoria per 0-4 sull'Islanda. Il 3 agosto 1972 festeggiò la 25ª presenza in Nazionale, ricevendo così il Gullklokka: giocò infatti nella vittoria per 4-1 contro l'Islanda.

## Palmarès

### Club

#### Competizioni nazionali
- Coppa di Norvegia: 1

Fredrikstad: 1966